# Thoracochromis bakongo
Thoracochromis bakongo es una especie de peces de la familia de los cíclidos. Es una especie muy pescada para consumo humano.
Tiene incubación bucal por las hembras.

## Morfología
La longitud máxima descrita es de 10,8 cm.

## Distribución y hábitat
Es un pez de agua dulce tropical, bentopelágico. Se distribuye por ríos de África, en afluentes de la cuenca fluvial del curso bajo del río Congo entre 4º de latitud sur y 15º sur, en el río Lukunga, el río Ngombe y el río Lusolozi.
Es una especie abundante en su hábitat, por lo que la erosión y la pesca no se considera que pongan en peligro esta especie y no hay preocupación por su conservación.